# (12848) Agostino
(12848) Agostino (1997 NK10) – planetoida z pasa głównego asteroid okrążająca Słońce w ciągu 4,2 lat w średniej odległości 2,6 j.a. Odkryta 10 lipca 1997 roku.